# ГЕС Дубровник
ГЕС Дубровник — гідроелектростанція на півдні Хорватії поблизу кордону з Герцеговиною (південно-східна частина Боснії й Герцеговини). Використовує ресурс із річки Требишниця, хоча й не знаходиться в її долині як інші станції каскаду.
Накопичення основного ресурсу для роботи каскаду на Требишниці здійснює гребля Grancarevo, при якій працює ГЕС Требинє I. Нижче по течії, на початку долини Попово поле, створене друге сховище за допомогою бетонної гравітаційної греблі Gorica висотою 33,5 метра, при якій працює станція Требинє II (8 МВт). Звідси ж починається дериваційний тунель до ГЕС Дубровник, потужність якої значно більше ніж у Требинє II — 228 МВт. Можливо відзначити, що з карстового Попового поля природний підземний сток Требишниці здійснюється у двох напрямках, один з яких завершується якраз біля Дубровника.
Зазначений вище тунель має довжину 16,6 км та досягає підземного машинного залу, розташованого біля Чавтат за 550 метрів від узбережжя Адріатичного моря. Ця схема дозволяє отримати напір у 272 метри. Основне обладнання станції становлять дві турбіни типу Френсіс, які на початку експлуатації у 1965 році мали однакову потужність по 108 МВт, при цьому Хорватія та Боснія мають право на продукцію гідроагрегатів А та В відповідно. У 2013 році агрегат В пройшов модернізацію зі збільшенням потужності до 120 МВт.
Станом на середину 2010-х років найбільший в історії станції обсяг виробництва зафіксували у 1978 році, коли вона видала 1,65 млрд кВт·год. У звичайні роки обсяг виробництва становить приблизно 1,2 млрд кВт·год.